# Terminologia filosofica
Terminologia filosofica è un libro che raccoglie le lezioni tenute da Theodor Wiesengrund Adorno all'Università di Francoforte negli anni accademici 1962-1963.

## Il linguaggio filosofico
Adorno spiega come la terminologia filosofica abbia un aspetto storico sociale che condiziona in maniera decisiva i concetti filosofici ed il loro sviluppo. Occorre quindi avvicinarsi ai concetti con la consapevolezza che la filosofia è una disciplina che, al pari di altre più specialistiche, è implicata nella divisione del lavoro; è necessario sottolineare questo nesso invece di eluderlo alla ricerca di un linguaggio originario ed avulso dalle dinamiche storico-sociali.

## L'ideologia della profondità
L'errore più frequente in cui cade la filosofia al riguardo della sua terminologia è ravvisato da Adorno nel dogma della profondità, ovvero nell'aristocratica convinzione secondo cui i termini filosofici esprimano una verità originaria ed alta. Adorno fa qui riferimento alla filosofia di Heidegger ed al gergo da essa generato, ma anche ad altri autori quali Johann Gottlieb Fichte e Nietzsche. Proprio Nietzsche è stato il primo filosofo a mostrare come la profondità non coincida con la sfera dello spirituale, ma al contrario proprio i bisogni materiali - che generalmente vengono definiti i più bassi - siano in realtà i più profondi. Secondo Adorno Nietzsche è però ricaduto nel dogma della profondità in opere come Così parlò Zarathustra. 
L'ideologia della profondità viene individuata in due grandi correnti della storia della filosofia. Da un lato c'è un'ideologia dello spirito, dell'elevato, che coincide con il grande idealismo tedesco di Hegel e di Fichte. D'altro canto Adorno denuncia anche un'ideologia dell'esistente, che coincide con la filosofia analitica anglosassone e con il positivismo. Queste correnti secondo Adorno hanno propugnato il culto del dato e del fatto, proclamando l'apologia dell'esistente ed impedendo in tal modo qualsiasi tipo di cambiamento.
In entrambi i casi la sfera della profondità viene generalmente associata a quella della soggettività, dunque all'elemento che in termini hegeliani è il più astratto ed isolato rispetto alla concretezza data dalla totalità sociale.

## La dialettica e l'idealismo
Così come la terminologia filosofica deve essere analizzata secondo il procedimento dialettico - dunque non secondo uno schema fisso e rigido -, in modo analogo anche le grandi scuole filosofiche vengono affrontate da Adorno sulla base di una dicotomia teorica che contrappone diverse scuole di pensiero come realismo ed idealismo, razionalismo ed empirismo, materialismo e spiritualismo.
Adorno si concentra a lungo sull'idealismo, sottolineando come il principio di identità sia insito in ogni forma di linguaggio filosofico. Malgrado l'idealismo assuma forme coattive - soprattutto nello Hegel della Filosofia del diritto -, l'idealismo hegeliano contiene i germi della dialettica tra identico e non-identico, ovvero tra il concetto e l'esperienza che non si lascia ridurre al concetto. Questa dialettica deve essere sempre mantenuta aperta mediante la negazione determinata secondo il concetto adorniano di dialettica negativa.

## Hegel e Kant
Adorno evidenzia come l'idealismo hegeliano sfoci nel realismo e nell'empirismo, poiché il processo della Fenomenologia dello spirito considera l'esperienza nelle sue molteplici forme, come dimostra la celebre affermazione hegeliana per cui "il reale è razionale". Il procedimento dialettico adottato da Hegel sfocia in un idealismo assoluto e nella metafisica dello spirito, ma l'autore della Fenomenologia dello spirito viene apprezzato da Adorno, poiché Hegel ha esteso la riflessione gnoseologica oltre il campo ristretto in cui la Critica della ragion pura di Kant l'aveva confinato.
La gnoseologia di Kant viene considerata da Adorno come un modello dell'autentico linguaggio filosofico, ovvero di un linguaggio che procede attraverso la stringenza delle definizioni e che impedisce la sublimazione ideologica del pensiero. Da questo punto di vista la critica della prova ontologica dell'esistenza di Dio addotta da Kant nella dialettica trascendentale rappresenta il punto di riferimento per la costruzione della terminologia filosofica, poiché i concetti filosofici devono essere limitati all'ambito dell'esperienza sensibile. 
Tuttavia l'accento kantiano sui limiti della ragione rischia di trasformarsi nella proclamazione dell'esistente e del dato di fatto, come avviene nel positivismo. Secondo Adorno invece il procedimento dialettico dovrebbe essere sempre mantenuto; malgrado la giusta stringenza e cogenza delle definizioni, esse sono sempre in una costellazione di momenti che non si lasciano ridurre all'unità. 
Come l'analisi della filosofia di Kant e di Hegel ha dimostrato, le definizioni di razionalismo, empirismo ed idealismo non sono così univoche e determinate come generalmente viene inteso. I concetti di queste scuole filosofiche trapassano l'uno nell'altro; la terminologia filosofica è sempre mutevole e dinamica.

## Il materialismo
Le ultime lezioni del corso sono infine dedicate all'analisi del materialismo. Sulla scia dell'opera giovanile di Marx, Adorno inizia la spiegazione evidenziando le differenze che intercorrono tra il materialismo di Democrito e quello di Epicuro. La filosofia di Democrito è esemplare dell'aspetto scientifico e deterministico del materialismo, mentre il pensiero di Epicuro è indice dei rapporti del materialismo con l'etica. 
Successivamente Adorno si concentra sul materialismo moderno, affrontando il materialismo di Hobbes, che emerge da opere come il De corpore. La filosofia di Hobbes è esemplare degli aspetti più ascetici e rigorosi del materialismo, che nel filosofo inglese si declinano secondo la tradizione del protestantesimo. 
Infine Adorno espone il materialismo dialettico di Marx, concentrandosi sui suoi aspetti economici - come la dicotomia tra mezzi di produzione e forza lavoro - e su quelli filosofici - dunque sul problematico rapporto tra Marx ed Hegel e sui concetti della dialettica e della materia.